# Самотаев, Пётр Филиппович
Пётр Фили́ппович Самота́ев (6 августа 1941, Астрахановка, Чкаловская область — 16 мая 2014, Благодарное, Оренбургская область) — советский механизатор, тракторист-машинист колхоза «Рассвет» Тюльганского района Оренбургской области. Герой Социалистического Труда (1986).

## Биография
Родился в русской в крестьянской семье.
Начал работать с 13 лет, ещё учась в средней школе, по окончании которой стал механизатором в колхозе «Рассвет». Первым в районе в 1976 году создал уборочно-транспортное механизированное звено, работающее по единому наряду.

Именно высоким чувством взаимовыручки я выделяю наше звено среди других. Именно это определило результаты по итогам пятилетки: наш коллектив одержал первенство по колхозу. Только в 1976 году тремя комбайнами мы намолотили 32456 центнеров зерна, в том числе 12000 центнеров на моем счету. В 1986 году мы уже намолотили 52 тысячи центнеров зерна! Это был успех!

В поле находились по 16-18 часов. Добивались этого, используя в дневное время неплохую подготовку помощников комбайнеров. С рассветом они спешили к комбайнам, готовили их к работе. К окончанию профилактики подходили мы, комбайнеры. Проверяли подготовку машин к косовице или обмолоту. Первые валки подбирали сами, определяя состояние комбайнов, а затем сажали ребят за штурвалы. Нет, мы не оставляли их без внимания, а расходились все трое в разные стороны загонки, контролируя работу помощников. Чей бы комбайн ни сломался, помогали устранять неисправность. Обедали попеременно. К вечеру ребят отпускали и ночью вели обмолот. Вот такая организация труда давала возможность высокопроизводительно использовать технику.— П. Ф. Самотаев
За выдающиеся производственные достижения, успешное выполнение заданий одиннадцатой пятилетки и социалистических обязательств и проявленную трудовую доблесть 29 августа 1986 года П. Ф. Самотаеву присвоено звание Героя Социалистического Труда.
Избирался членом райкома и обкома КПСС, был наставником молодёжи.

## Награды
- медаль «Серп и Молот» Героя Социалистического Труда
- орден Ленина
- орден Трудового Красного Знамени
- медаль «Ветеран труда»
- бронзовая медаль ВДНХ
- Заслуженный механизатор сельского хозяйства РСФСР